# István Kocsis
István Kocsis (Csorna, 6 de outubro de 1949 - 9 de junho de 1994) foi um futebolista profissional húngaro que atuava como defensor.

## Carreira
István Kocsis fez parte do elenco da Seleção Húngara de Futebol, da Copa de 1978.